# Walter Bengtsson (företagsledare)
Sigurd Walter Bengtsson, född 1900, död 1993, var en svensk företagsledare, grundare av Fixfabriken
Walter Bengtsson började utveckla och tillverka spanjoletter vilket lade grunden till den verksamhet som utvecklades till Fixfabriken.
Walter Bengtssons gata och Spanjolettgatan i Göteborg har fått sitt namn efter honom och fabrikens mest kända produkt i det nya bostadsområde som bildats på före detta fabrikens mark. Det nya kvarter som bildats av ovan nämnda nya gator och Bruksgatan där fabrikens kontor låg, finns idag en bostadsrättsförening som kallas Spanjoletten.